# زوجة مألوفة
زوجة مألوفة هو مسلسل تلفزيوني كوري جنوبي من بطولة جي سونغ، جي مين هان، كانغ هانا وجانغ سيونغ جو. عرض المسلسل على قناة تي في إن في الفترة من 1 أغسطس حتى 20 سبتمبر 2018.

## روابط خارجية
الزوجة التي أعرفها على موقع IMDb (الإنجليزية)
- الزوجة التي أعرفها على موقع ليتربوكسد (الإنجليزية)
- الزوجة التي أعرفها على موقع كينوبويسك (الروسية)
- الزوجة التي أعرفها على موقع قاعدة بيانات الفيلم (الإنجليزية)